# Fionnula Flanagan
Fionnula Flanagan (Dublino, 10 dicembre 1941) è un'attrice irlandese naturalizzata statunitense.

## Biografia
Nata e cresciuta a Dublino, primogenita di Rosanna McGuirk e Terence Niall Flanagan, viene educata in Svizzera e nel Regno Unito, dove impara a parlare correntemente l'irlandese e l'inglese. Inizia ad appassionarsi alla recitazione frequentando la compagnia teatrale dell'Abbey Theatre di Dublino. Dopo aver viaggiato per tutta l'Europa verso la fine degli anni sessanta si trasferisce negli Stati Uniti, per stare con il compagno, lo psichiatra Garrett O'Connor, che nel 1972 diverrà suo marito e del quale rimarrà vedova nel 2015.
Il suo debutto cinematografico avviene nel 1967 nel film Ulysses, mentre l'anno seguente debutta a Broadway in Lovers di Brian Friel. Nel 1969 recita nel film La forca può attendere di John Huston. Nel 1976 vince un Emmy Award per il ruolo di Clothilde nella miniserie televisiva Il ricco e il povero, mentre nel 1979 ottiene una certa popolarità grazie al ruolo televisivo di Molly Culhane nel telefilm Alla conquista del West.
Negli anni settanta e ottanta lavora esclusivamente per il teatro e il piccolo schermo. Partecipa a note serie televisive come Bonanza, Sulle strade della California, Le strade di San Francisco, Marcus Welby, La donna bionica e molte altre, mentre per il teatro recita nel ruolo di Molly Bloom in Ulysses in Nighttown, tratto dall'Ulisse di James Joyce, ottenendo nel 1974 una candidatura al Tony Award.
Negli anni novanta recita nel film Milionario per caso, appare in diverse puntate de La signora in giallo e gira un episodio de La signora del West interpretando il ruolo di un'artista circense. Durante il decennio la Flanagan diviene nota anche per le sue apparizioni in tre spin-off del franchise di fantascienza Star Trek: in Star Trek: Deep Space Nine è l'aliena Enina Tandro; in Star Trek: The Next Generation è la madre di Data, la dottoressa Juliana Tainer; mentre in Star Trek: Enterprise è l'ambasciatrice vulcaniana V'Lar.
Verso la fine degli anni novanta torna a lavorare per il cinema, recitando al fianco di Helen Mirren in Una scelta d'amore (1996), e due anni più tardi nel film Svegliati Ned (1998). Nel 2001 interpreta uno dei suoi ruoli più celebri, la governante Mrs. Bertha Mills in The Others di Alejandro Amenábar, per il quale vince un Saturn Award per la miglior attrice non protagonista. Successivamente recita in film come I sublimi segreti delle Ya-Ya Sisters, L'ultima alba, Transamerica e Four Brothers - Quattro fratelli, Slipstream - Nella mente oscura di H. e Yes Man.
Tra il 2006 e il 2010 è apparsa nelle serie televisive Brotherhood - Legami di sangue e Lost. Nella seconda interpreta la misteriosa Eloise Hawking. Nel 2009 lavora in A Christmas Carol di Robert Zemeckis, mentre nel 2013 è un personaggio ricorrente nella serie tv di Syfy Defiance. Nel 2018 torna a Broadway nel dramma The Ferryman, per cui è stata candidata al Tony Award alla miglior attrice non protagonista in un'opera teatrale.

## Filmografia parziale

### Cinema
- Ulysses, regia di Joseph Strick (1967)
- La forca può attendere (Sinful Davey), regia di John Huston (1969)
- Spalle larghe (Youngblood), regia di Peter Markle (1986)
- Milionario per caso (Money for Nothing), regia di Ramón Menéndez (1993)
- Una scelta d'amore (Some Mother's Son), regia di Terry George (1996)
- Svegliati Ned (Waking Ned Devine), regia di Kirk Jones (1998)
- Il gioco, regia di Claudia Florio (1999)
- With or Without You - Con te o senza di te (With or Without You) (1999)
- The Others, regia di Alejandro Amenábar (2001)
- I sublimi segreti delle Ya-Ya sisters (Divine Secrets of the Ya-Ya Sisterhood), regia di Callie Khouri (2002)
- L'ultima alba (Tears of the Sun), regia di Antoine Fuqua (2003)
- Sexual Life, regia di Ken Kwapis (2004)
- Blessed - Il seme del male (Blessed), regia di Simon Fellows (2004)
- Man About Dog, regia di Paddy Breathnach (2004)
- Transamerica, regia di Duncan Tucker (2005)
- Four Brothers - Quattro fratelli (Four Brothers), regia di John Singleton (2006)
- The Payback, regia di Olivier Bonas (2006)
- Slipstream - Nella mente oscura di H. (Slipstream), regia di Anthony Hopkins (2007)
- Yes Man, regia di Peyton Reed (2008)
- Il primo dei bugiardi (The Invention of Lying), regia di Ricky Gervais e Matthew Robinson (2009)
- A Christmas Carol, regia di Robert Zemeckis (2009)
- Un poliziotto da happy hour (The Guard), regia di John Michael McDonagh (2011)
- Bulletproof Man (Kill the Irishman), regia di Jonathan Hensleigh (2011)
- La canzone del mare (Song of the Sea), regia di Tomm Moore (2014)
- Hunger Games - La ballata dell'usignolo e del serpente (The Hunger Games: The Ballad of Songbirds and Snakes), regia di Francis Lawrence (2023)

### Televisione
- Knock on Any Door – serie TV, episodio 1x09 (1965)
- Bonanza – serie TV, episodio 14x03 (1972)
- Storia della marchesa De Sade (The Picture of Dorian Gray), regia di Glenn Jordan – film TV (1973)
- Sulle strade della California (Police Story) – serie TV, episodio 3x12 (1975)
- Le strade di San Francisco (The Streets of San Francisco) – serie TV, episodio 4x17 (1976)
- Kojak – serie TV, episodio 4x02 (1976)
- Alla conquista del West (How the West Was Won) – serie TV, 17 episodi (1977-1979)
- Attraverso occhi nudi (Through Naked Eyes) – film TV (1983)
- L'avventura degli Ewoks (The Ewok Adventure), regia di John Korty – film TV (1984)
- Colombo (Columbo) – serie TV, episodio 9x01 (1989)
- Sogni di morte (Death Dreams) – film TV (1991)
- L'anima del diavolo (Final Verdict), regia di Jack Fisk – film TV (1991)
- La signora in giallo (Murder, She Wrote) – serie TV, 4 episodi (1987-1995)
- Star Trek: Deep Space Nine – serie TV, episodio 1x07 (1993)
- Star Trek: The Next Generation – serie TV, episodio 7x10 (1993)
- La signora del West (Dr. Quinn, Medicine Woman) – serie TV, episodio 2x14 (1994)
- Innamorarsi a Venezia (A Secret Affair) – film TV (1999)
- Star Trek: Enterprise – serie TV, episodio 1x23 (2002)
- Lost – serie TV, 10 episodi (2007-2009)
- Tom - Un angelo in missione (Three Wise Women), regia di Declan Recks – film TV (2010)
- Defiance – serie TV, 8 episodi (2013)
- American Gods – serie TV, episodio 1x07 (2017)
- Law & Order - Unità vittime speciali (Law & Order: Special Victims Unit) – serie TV, episodio 19x22 (2018)
- Strike – serie TV, episodio 5x01 (2022)
- Bodkin – serie TV (2024)

## Riconoscimenti
- 2012 - Premio IFTA alla carriera al 9° Irish Film and Television Awards[1]
- 2008 - Dottorato onorario della NUI Galway assegnato per i suoi servizi alle arti teatrali e cinematografiche[2]

## Doppiatrici italiane
Nelle versioni in italiano delle opere in cui ha recitato, Fionnula Flanagan è stata doppiata da:
- Lorenza Biella in Spalle larghe, Lost, Four Brothers - Quattro fratelli, Strike
- Angiola Baggi in Defiance, Hunger Games - La ballata del serpente e dell'usignolo,[3] Bodkin
- Vittoria Febbi in Un poliziotto da happy hour, Brotherhood - Legami di sangue[4]
- Caterina Rochira in Slipstream - Nella mente oscura di H.
- Rita Savagnone in Il primo dei bugiardi, Transamerica
- Maria Pia Di Meo in Alla conquista del West
- Mirella Pace in La signora in giallo, Innamorarsi a Venezia
- Micaela Esdra in Star Trek: The Next Generation
- Noemi Gifuni in Star Trek: Deep Space Nine
- Aurora Cancian in Star Trek: Enterprise
- Ada Maria Serra Zanetti in Una scelta d'amore
- Miranda Bonansea in Svegliati Ned
- Melina Martello in The Others
- Sonia Scotti in I sublimi segreti della Ya-Ya sisters
- Stefania Romagnoli in La signora in giallo - La ballata del ragazzo perduto
- Manuela Massarenti in Nip/Tuck
- Paila Pavese in Yes Man
- Marzia Ubaldi in A Christmas Carol
- Doriana Chierici in Bulletproof Man
- Graziella Polesinanti in Gortimer Gibbon - La vita a Normal Street